# Hunters of the Night
«Hunters of the Night» es una canción de la banda estadounidense de pop rock Mr. Mister publicada como primer sencillo del álbum debut del grupo I Wear the Face lanzado en 1984. El vocalista y bajista Richard Page y el tecladista Steve George, ambos miembros del grupo, compusieron la canción.

## Contenido y música
La power ballad además de ser escrita por Richard Page y Steve George, fue coescrita por el letrista John Lang y George Ghiz, quien fue el mánager de la banda en aquel momento. Se grabó un videoclip para acompañar el lanzamiento de la canción en 1984. Se convirtió en la primera canción de Mr. Mister en entrar en la lista Billboard Hot 100, llegando a la posición 57 el 24 de marzo de 1984 ocupándola por ocho semanas y anticipando el éxito de su siguiente trabajo Welcome to the Real World.

## Lista de canciones
Sencillo de siete pulgadas (7") JK-13741 / PB-13741 
1. «Hunters of the Night» – 4:08
2. «I Get Lost Sometimes» – 3:50

## Posicionamiento en listas
| Lista (1984)         | Máxima posición |
| -------------------- | --------------- |
| Billboard Hot 100 () | 57              |